# جانور تناسخ یافته
جانور تناسخ یافته (به انگلیسی: Beast of Reincarnation) یک بازی ویدئویی رو به انتشار در سبک نقش‌آفرینی اکشن است که توسط گیم فریک توسعه یافته و به‌وسیلهٔ فیکشنز منتشر خواهد شد. این اولین عنوان تریپل اِی از شرکت ژاپنی گیم فریک خارج از مجموعه پوکمون به‌شمار می‌رود و توسط کوتا فوروشیما کارگردانی شده است، که پیش از این روی سیستم مبارزات و صداگذاری عناوین مختلف پوکمون فعالیت کرده است. بازی قرار است در سال ۲۰۲۶ برای پلتفرم‌های پلی‌استیشن ۵، مایکروسافت ویندوز و ایکس‌باکس سری اکس/اس منتشر شود.
داستان بازی در ژاپن سال ۴۰۲۶ روایت می‌شود، و شخصیت اصلی یعنی امای سیلر و سگ باوفایش کو را دنبال می‌کند که در سرزمینی پسا-آخرالزمانی که فساد آن را ویران کرده است، سرگردانند.

## پیش‌فرض
جانور تناسخ یافته به عنوان یک بازی نقش‌آفرینی اکشن تک‌نفره و یک سگ توصیف شده است. شخصیت اصلی بازی اما، زن جوانی با قدرت‌های بادزدگی است که می‌تواند گیاهان را کنترل کند تا از میان آن‌ها حرکت کند و با دشمنان بجنگند. همراه او سگی ولگرد به نام کو است، همانطور که با هم همکاری می‌کنند تا ژاپن پسا-آخرالزمانی را از موجودی فاسد که جهان طبیعی را به نابودی کشانده است، آزاد سازند. سبک هنری و داستان بازی با آثار استودیو جیبوری مانند شاهزاده مونونوکه مقایسه شده است.

## روند بازی
جانور تناسخ یافته تا حد زیادی بر روی مبارزات تمرکز خواهد داشت و بازیکنان را در مقابل دشمنان مختلفی شامل موجودات جهش‌یافتهٔ غول‌پیکر گرفته تا ربات‌ها قرار می‌دهد. سیستم مبارزهٔ بازی با دیگر عناوین سبک نقش‌آفرینی اکشن مانند افسانه سیاه: ووکونگ، نیئا: اتوماتا و سکیرو: سایه‌ها دو بار می‌میرند قیاس می‌شود.

## انتشار
این بازی در ماه مه ۲۰۲۳ پیش‌تر تحت عنوان کاری پراجکت بلوم حاصل همکاری بین گیم فریک و بخش خصوصی معرفی شد. در زمان اعلام خبر، جزئیات کمی غیر از پیش‌بینی انتشار در سال ۲۰۲۶، معرفی فوروشیما به عنوان کارگردان و یک هنر مفهومی که زنی تنها را در جنگل نشان می‌دهد، ارائه شد.
در طی رویداد ایکس‌باکس گیمز شوکیس سال ۲۰۲۵، از این بازی به شکل عمومی و برای نخستین بار در یک تریلر از گیم‌پلی و نام جدید جانور تناسخ یافته رونمایی شد و همچنین تاریخ انتشار آن را در سال ۲۰۲۶ تأیید کرد. این اولین عنوان گیم فریک به‌شمار می‌رود که برای مایکروسافت ویندوز، پلی‌استیشن ۵ و ایکس‌باکس سری اکس/اس منتشر می‌شود، و همچنین بازی در روز اول عرضه شامل اشتراک ایکس‌باکس گیم‌پس می‌باشد.